# Cibla
Cibla – wieś na Łotwie położona w novadsie Lucyn, w latach 2009–2021 siedziba novadsu Cibla, w Łatgalii.
We wsi znajduje się kościół rzymskokatolicki św. Andrzeja z 1771 roku zbudowany przez Mikołaja Karnickiego oraz otwarte w 1999 muzeum regionalne.